# ويلسون بريغز
ويلسون بريغز (بالإنجليزية: Wilson Briggs)‏ (15 يوليو 1942 في المملكة المتحدة - 2005) هو لاعب كرة قدم بريطاني في مركز الظهير. لعب مع أستون فيلا وريث روفرز ونادي فالكيرك ونادي إيست فيف وArniston Rangers F.C. ‏.

## وصلات خارجية
- ويلسون بريغز على موقع قاعدة بيانات كرة القدم.إي يو (الإنجليزية)